# Stift Herdecke

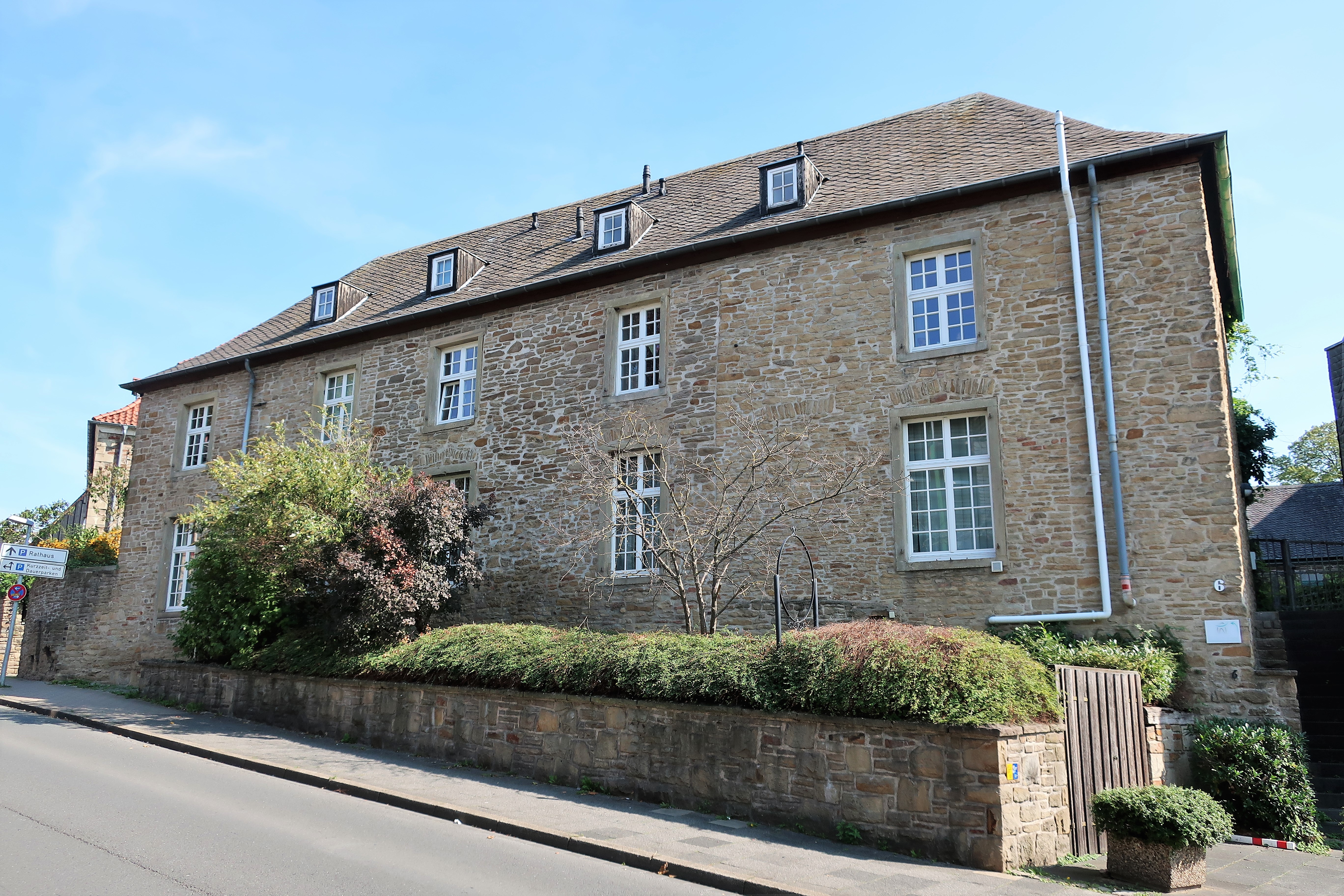
Wohnhaus der letzten Äbtissin

Das Stift Herdecke war ein Frauenstift in Herdecke und gilt als Keimzelle von Herdecke.

## Geschichte
Das Stift war im Laufe der Jahrhunderte auch unter den Namen Herdicke, Hirreke, Hyrrike, Herrike, Hyrreke, Heirdike, Heirke, Herdicke,  bekannt. 
Nach Hermann Stangefols Werk „Annales circuli Westphalici“ wurde das Stift 819 als Benediktinerinnenkloster von einer Frederuna gegründet. Zu dieser Darstellung fehlen jedoch weitere zeitgenössische Erwähnungen. Nach gegenteiliger Ansicht fand die Gründung erst zu Beginn des 11. Jahrhunderts statt.
Die erste urkundliche Erwähnung des Klosters war im Jahre 1214, als Erzbischof Adolf I. von Köln die Schirmgerechtigkeit an das Stift versetzt. Eine zweite Urkunde findet sich 1227 als Bruno von Stypel die Vogtei über das Kloster Herdecke mit Zustimmung des Lehnsherrn Gerlach von Strünkede dem Kloster auf 4 Jahre verpfändete. Patrozinium waren Maria und Benedikt. In dem Güter- und Einkünfteregister des Frauenkonvents von 1229 ist schon eine große Zahl von Besitzungen verzeichnet. So werden alleine im Hagener Raum 14 Orte mit teilweise mehreren Besitzungen genannt, wobei es sich hierbei alle um die Erstnennung von heute noch als Hagener Orts- bzw. Stadtteile bestehenden Wohnplätzen handelt. Ab dem 13. Jahrhundert nennen Quellen einige Äbtissinnen und Stiftsdamen aus dem regionalen Adel. Es gab einen Stifts-Küster, einen Stifts-Bäcker (Back- und Brauhaus) und die Stifts-Amtmänner stellten die Familien Giseler, Deutecom, Rütger und Sümmermann.
In der zweiten Hälfte des 13. Jahrhunderts wird von prekären wirtschaftlichen und personellen Zuständen berichtet, von denen sich das Kloster aber wieder erholte. Im Jahre 1265 werden die Klostergebäude als zerstört erwähnt. Seit 1313 ist die Zugehörigkeit zum Benediktinerorden belegt, demnach ist es möglich, dass das Stift eine Tochtergründung von St. Maria im Kapitol zu Köln ist. Das Marktrecht wurde von Engelbert III. von der Mark erstmals 1355 verliehen. 1374 gab Graf Engelbert dem Stift und dessen Leuten auch die Befreiung von aller Schatzung. 1487 versichert Herzog Johann von Kleve, dass die an ihn vom Kloster Herdecke bewilligte Beisteuer, ihnen zu keinem Nachteil gereichen solle. Im Laufe des Jahres 1488 wurde das Kloster in ein freiweltliches Damenstift überführt, welches im gleichen Jahr durch einen päpstlichen Legaten bestätigt wurde. 
Ab 1666 wurde das Damenstift Herdecke zu einem konfessionsübergreifenden Simultanstift, in dem die unverheirateten Töchter des evangelischen-lutherischen, des evangelisch-reformierten und katholischen Adels versorgt wurden. Aufgrund eines 1672 geschlossenen Religionsvergleichs durften die katholisch gebliebenen Stiftsdamen neben dem Stift eine eigene Kapelle bauen. Am 6. Oktober 1700 erlaubte Kurfürst Friedrich III. dem inzwischen rein protestantischen Damenstift die Bestellung eines reformierten Predigers.  
Mit der Säkularisation wurde das Stift durch die Regierung der  Grafschaft Berg zum 1. Januar 1812 aufgehoben. Auf dem Gelände des ehemaligen Stifts befinden sich heute mehrere denkmalgeschützte ehemalige Stiftsgebäude und die denkmalgeschützte ehemalige Stiftskirche St. Marien, heute Evangelische Kirche Herdecke.

## Äbtissinnen

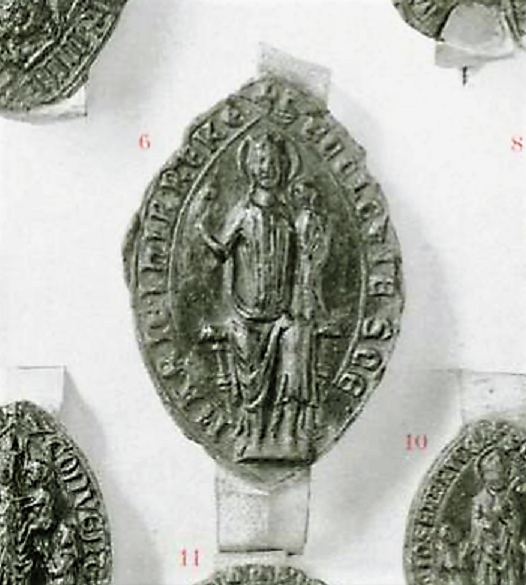
Siegel des Damenstifts Herdecke aus dem Jahre 1304

Für das Kloster und Stift Herdecke sind folgende Äbtissinnen bekannt - abweichende Namen in Klammern.
- 810/19 (?) Frederuna (?)
- (?) Alswedis
- 1225, 1253 Hedwig (Hathewig, Hattewigis) von Volmerstein
- 1265, 1272 Luitgardis von Volmerstein
- 1298, 1314 Mechtild (Mathildis) von Volmerstein
- um 1338 Jutta von Limburg, Tochter des Grafen Dietrich III. von Limburg
- 1343, 1352 Gertrud von Vittinghof
- 1371, 1382 Margarete von Hilgendunk (Hilgentrunck)
- 1383, 1411 Sofie von Mallinckrodt (Malbingrode, Mallinchrode)
- 1415–1422 Hildegard von Velmede
- 1422, 1446 Elisabeth Schürmann (Schurmanns)
- 1448, 1453 Margarete von Edelkirchen
- um 1463 Katharina von Düdingh (Dudinges)
- um 1471 Stense von Dobbe
- 1482, 1484 Rixa von Calle (Kalle)
- um 1485 Gostecke von Mallinckrodt
- 1491, 1508 Deydart von Dahl (Dale)
- 1509–1526 Gostecke von Mallinckrodt
- 1526–1542 Lucia von Ovelacker (Luvin Ovelackers, Lucie Overlacker)
- um 1548 Anna von Edelenkirchen (Ellenkerken)
- um 1555 Anna von Alstein (Alstede, Alstedde, Alstätte)
- um 1576 Ida von Hafkenscheid (Havekenschede, Havekenscheit, Harclenecke)
- um 1606 Elisabeth von Hafkenscheid († 1622)
- um 1622 Anna von Elverfeld zu Herbede
- um 1632 Christina Hilberg von Schwansbel († 1655)
- um 1655 Sibylla von Laer († 1676)
- um 1676 Otto Maria von Westermann († 1699, Westrum, Westrem)
- um 1699 Elisabeth Wilhelmina Maria von Elverfeld
- 1731, 1754 Johanna Alexandrina Elisabeth von dem Bottlenberg gen. Kessel zu Hackhausen
- um 1770 Wabulla von Asbeck
- 1776–1791 Philippina von Romberg zu Bladenhorst († 1821)
- 1791–1811 Wilhelmine Anna Catharina von Blomberg-Hachthausen (1740–1812)